# روبرت كالندر
روبرت كالندر (2 نوفمبر 1950 - ) هو لاعب كريكت كندي.

## وصلات خارجية
- روبرت كالندر على موقع إي آس بي آن كريك إنفو (الإنجليزية)